# Hohenbergia pennae
Hohenbergia pennae är en gräsväxtart som beskrevs av Edmundo Pereira. Hohenbergia pennae ingår i släktet Hohenbergia och familjen Bromeliaceae. Inga underarter finns listade i Catalogue of Life.